# Iglesia de la Asunción (Dziátlava)
La iglesia de la Asunción (en bielorruso: Касцёл Унебаўзяцця Найсвяцейшай Панны Марыі) es un edificio religioso que pertenece a la Iglesia católica y se localiza en Dziátlava, Bielorrusia.

## Historia
La iglesia fue construida entre 1624 y 1646 por orden de Lew Sapieha en una plaza del mercado y reemplazó a una iglesia de madera más antigua. Fue destruida por un incendio en 1743, se perdieron todos los interiores y los utensilios de la iglesia. En 1751, Mikołaj Faustyn Radziwiłł donó dinero para la reconstrucción y el arquitecto Aleksandr Osikevich reconstruyó la iglesia en estilo barroco de Vilna, restaurando el interior y construyendo una nueva fachada. 
Otro incendio dañó el techo en 1882, tras el cual se sustituyó el tejado del edificio. En el año 1900 la iglesia fue rodeada por una alta valla de piedra con puertas y torres tetraédricas en las esquinas.

## Arquitectura
La iglesia fue construida en estilo barroco de Vilna y actualmente, la iglesia está catalogada como Patrimonio Cultural de Bielorrusia. La estructura es de una sola nave con un gran ábside semicircular y dos sacristías laterales. En 1751 se construyó una nueva fachada con altas torres laterales, que dio al edificio el aspecto típico de las iglesias barrocas de Vilna. Los muros laterales y el ábside están reforzados por pilonos, cuyos planos entre sí están cortados por altas aberturas de ventanas arqueadas.
El interior se distingue por sus siete altares del siglo XVIII en estilo rococó. 

## Galería

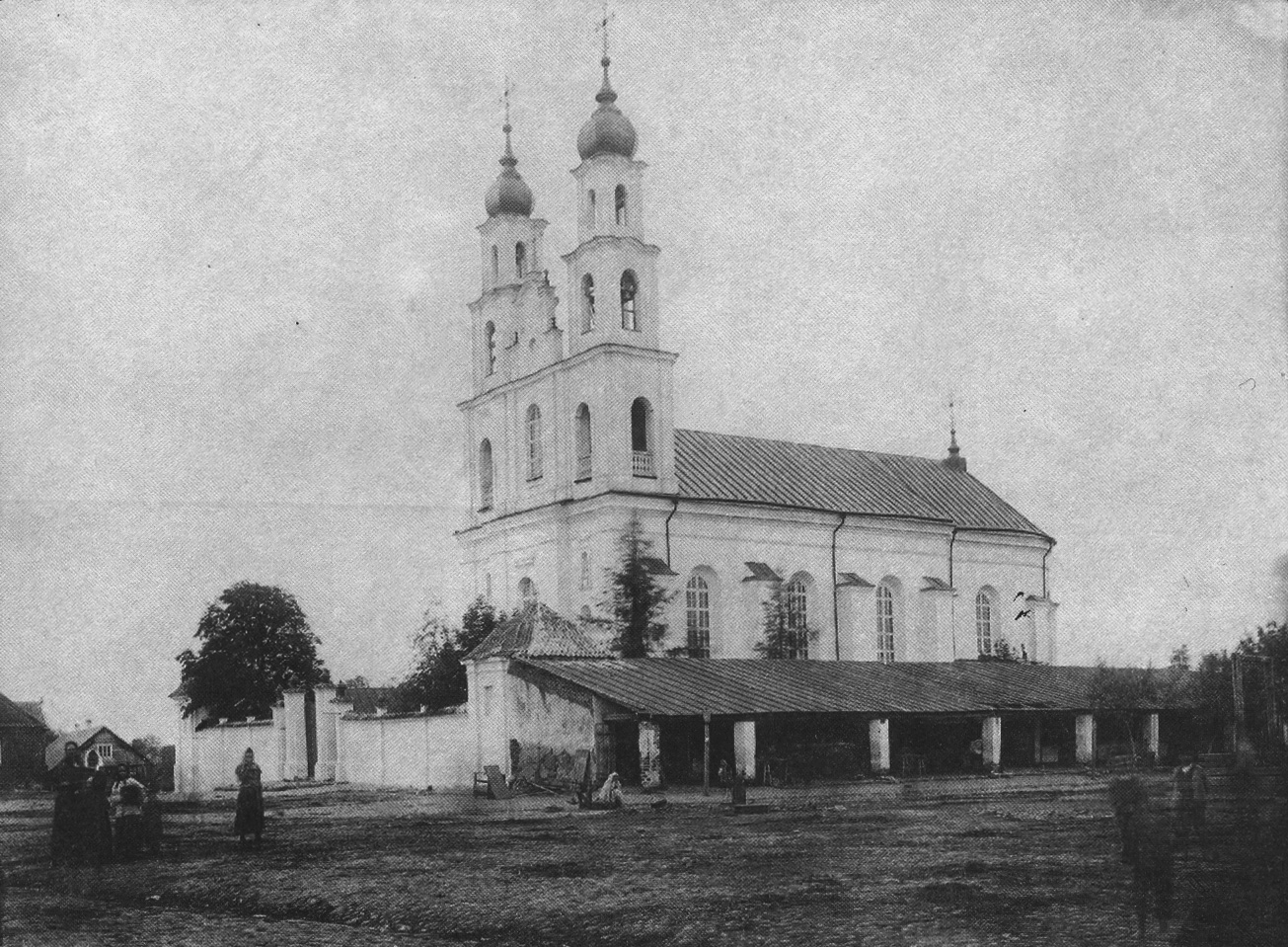
Iglesia alrededor de 1900
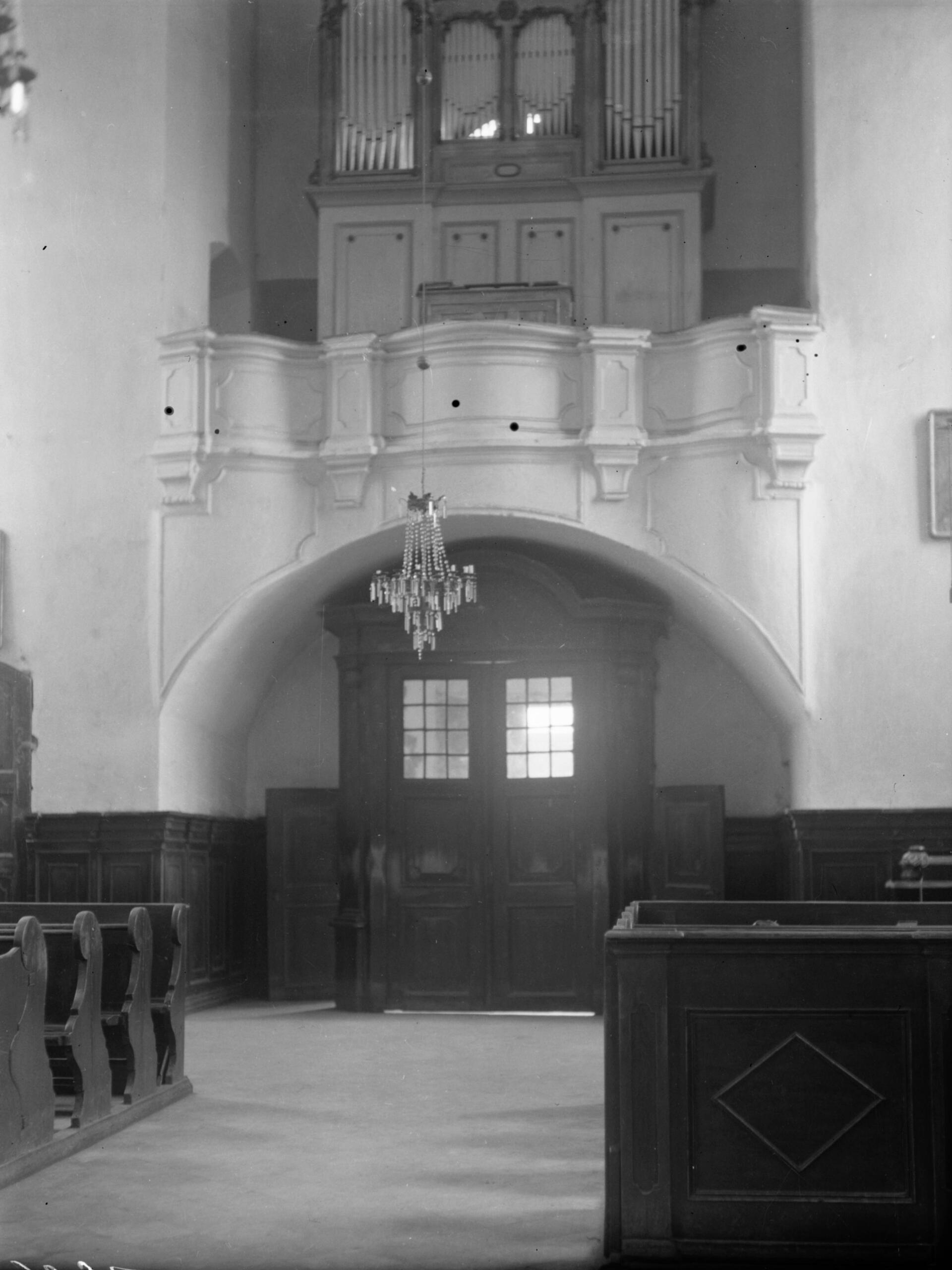
Interior antes de 1939
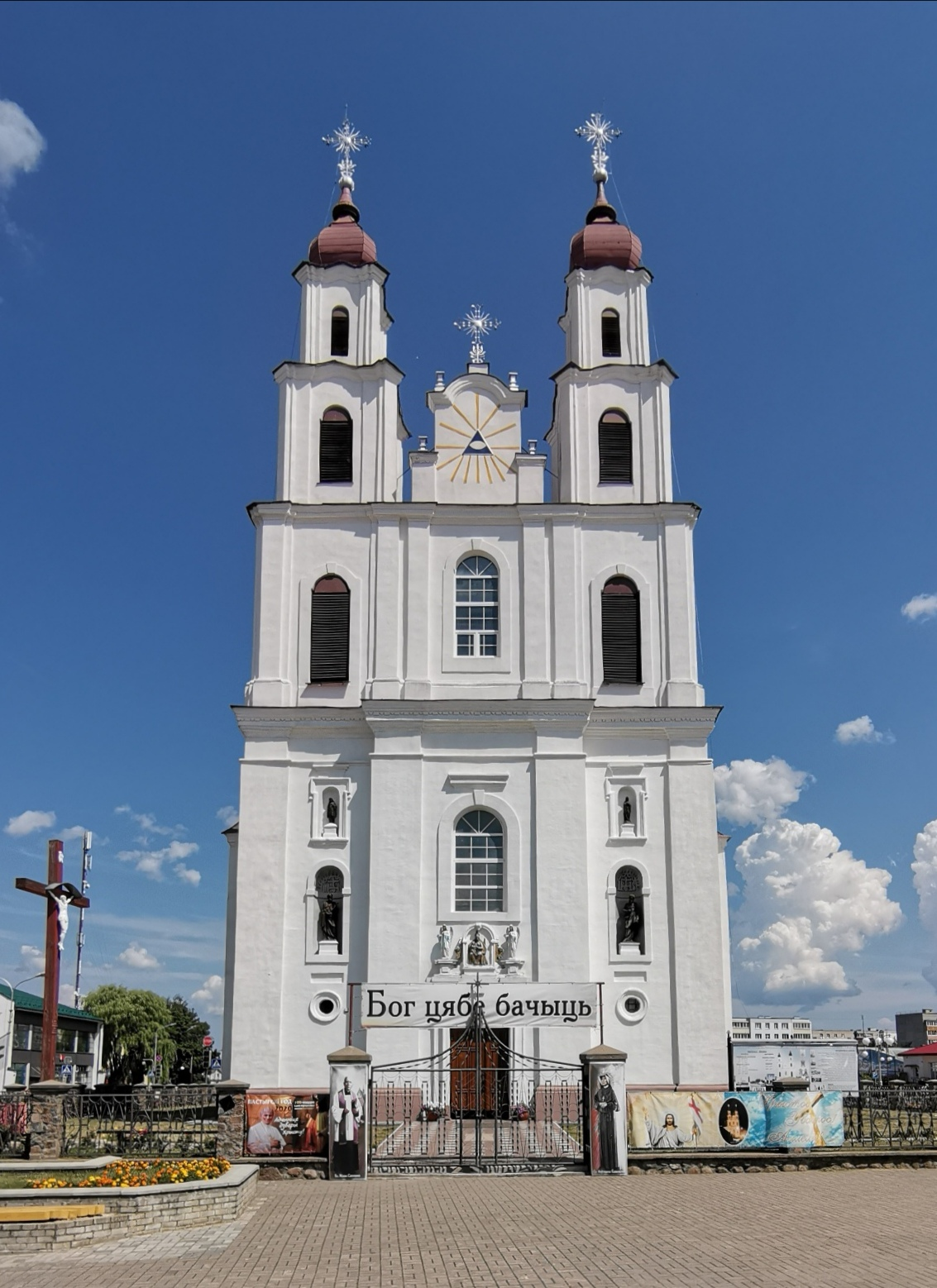
Fachada principal